# The Membranes
Pour les articles homonymes, voir Membrane.
The Membranes est un groupe de post-punk britannique, originaire de Blackpool, en Angleterre. Plusieurs chansons et albums du groupe atteignent les classements britanniques.

## Biographie
La première mouture du groupe rassemblait John Robb (basse), Mark Tilton (guitare), Martin Critchley (chant) et Martin Kelly (batterie). Critchley quitta rapidement le groupe, Robb et Tilton passant au chant et Kelly au clavier, Coofy Sid (Coulthart) étant à la batterie.
Leur premier disque est le flexi disc Flexible Membrane en 1980, qui sera suivi de six autres albums. Leur premier single, Muscles, est sélectionné comme single de la semaine par la presse musicale britannique et John Peel, et connait un succès important dans les clubs new-yorkais. Le groupe fait figure de pionnier de la scène bruitiste d'avant-garde plus tard développée par des groupes comme Big Black ou Sonic Youth. John Robb dirige entre 1985 et 1989 son propre label, Vinyl Drip Records.
En janvier 1985, The Membranes participe à l'émission The Tube et publie l'EP Death To Trad Rock qui sera huitième de l'UK Indie Chart ; ils seront aussi en couverture du magazine Sounds. Par la suite, Mark Tilton quitte le groupe et est remplacé par Stan Batcow, qui sera à la basse et Robb moving à la guitare La nouvelle formation enregistre un nouvel album sans l'ingénieur-son John Brierley qui a travaillé sur leurs deux premiers albums.  Après un concert à Londres, le groupe quitte le label Creation Records après un conflit. Plus tard, ils signent avec le label In Tape, dirigé par Marc Riley, et publient l'album Songs of Love and Fury.
En 2009, le groupe se réunit pour le festival All Tomorrow's Parties. En 2012, le groupe enregistre un single triple face A pour le label Louder than War Records au Record Store Day. En juin 2015, le groupe publie l'album Dark Matter/Dark Energy chez Cherry Red Records en Europe, et Metropolis Records en Amérique du Nord et Amérique latine.

## Discographie

### Albums studio
- 1983 : Crack House
- 1985 : The Gift of Life
- 1986 : Giant
- 1986 : Songs of Love and Fury
- 1988 : Kiss Ass Godhead!
- 1989 : To Slay The Rock Pig
- 2015 : Dark Matter/Dark Energy
- 2019 : What Nature Gives... Nature Takes Away

### Compilations
- 1986 : Pulp Beating and All That
- 1987 : The Virgin Mary Versus Peter Sellers
- 993 : Wrong Place at the Wrong Time
- 1997 : The Best of the Membranes

### Singles et EP
- 1980 : Flexible Membrane (flexi-disc)
- 1982 : Muscles
- 1982 : Pin Stripe Hype
- 1984 : Spike Milligan's Tape Recorder
- 1985 : Death To Trad Rock (12")
- 1986 : Everything's Brilliant
- 1987 : Groovy F---ers
- 1987 : Time Warp 1991
- 1988 : Euro Pig Vs Auto Flesh (EP)
- 1991 : Big Decision (Slight Return) (split avec That Petrol Emotion)

### Compilations
- 2005 : Tatty Seaside Town (sur The Ugly Truth About Blackpool, de Just Say No to Government Music)